# Viburnum triphyllum
Viburnum triphyllum es una especie arbórea de la familia Adoxaceae. Comúnmente conocida como chuchua o chuque.

## Descripción
Se distribuye en las zonas de bosque andino a una altitud de entre 2400-3400 metros sobre el nivel del  mar en los países de Sudamérica como Bolivia, Colombia, Ecuador y Perú. Los ejemplares de esta especie pueden alcanzar hasta 15 metros de altura, tienen un tronco torcido característico de la vegetación de los bosques altoandinos. Sus hojas son color verde limón y por el envés de color verde pálido y su textura es parecida a la del papel cartulina. Sus flores son blancas, agrupadas en una inflorescencia en forma de sombrilla (umbela), las cuales exhalan un olor agradable. Los frutos son carnosos, su color es similar al del vino tinto al madurar.

## Ecología
Esta especie es de gran importancia en la restauración ecológica por su alta tasa de intercambio foliar, su asociación con hongos (micorrizas) y bacterias fijadoras de nitrógeno. Además suelen soportar suelos pobres en nutrientes, poco profundos y erosionados.

## Usos
Su madera es usada en la construcción y como combustible para hornos de leña, el árbol tiene taninos en su corteza, usadas en las curtiembres; de sus frutos se obtiene un tinte violáceo que puede emplearse en el trabajo artesanal. Como recurso ornamental, se siembra en parques y separadores viales. Ecológicamente brinda buen alimento para las aves y los insectos (especialmente abejas). Útil en protección de cuencas hidrográficas, Inductor de procesos de restauración. También se usa como cerca viva y rompe vientos.

## Nombres comunes
Bodoquero, chucua, chuque, garrocho, juco, morochillo, pelotillo, pita, ruque, sauco de monte.